# Квазимногообразие
Квазимногообра́зие (от лат. quas(i) «наподобие», «нечто вроде») в универсальной алгебре — класс алгебраических систем фиксированной сигнатуры, аксиоматизируемый набором квазитождеств (хорновскими дизъюнктами).
В отличие от многообразий — классов алгебраических систем, аксиоматизируемых тождествами — особую роль в теории квазимногообразий играют теоретико-модельные методы, тогда как многообразия в основном рассматриваются для алгебр (алгебраических систем без отношений в сигнатуре) и изучаются общеалгебраическими методами.

## Определения
Для алгебраической системы {\displaystyle {\mathfrak {A}}=\langle A,F,R\rangle } с набором операций {\displaystyle F=\langle f_{1}:A^{n_{1}}\to A,\dots f_{i}:A^{n_{i}}\to A,\dots \rangle } и отношений {\displaystyle R=\langle r_{1}\subseteq A^{m_{1}},\dots r_{i}\subseteq A^{m_{i}},\dots \rangle } квазиатомарными считаются формулы вида:
1. {\displaystyle r_{i}(f_{j1}(x_{1},\dots ,x_{n_{j}}),\dots ,f_{km_{i}}(x_{k1},\dots ,x_{n_{k}}))} (или в нотации отношений: {\displaystyle (f_{j1}(x_{1},\dots x_{n_{j}}),\dots ,f_{km_{i}}(x_{k1},\dots ,x_{n_{k}}))\in r_{i}}),
2. {\displaystyle f_{j}(x_{1},\dots ,x_{n_{j}})=f_{k}(x_{1},\dots ,x_{n_{k}})},

где {\displaystyle r_{i}\in R}, {\displaystyle f_{i}\in F}, а {\displaystyle x_{i}} — символы переменных. (Иногда равенство включают в сигнатуру алгебраической системы как отношение и в этом случае достаточно формул первого вида.)
Квазитождества — формулы вида:
{\displaystyle \forall x_{1},\dots ,x_{k}\,{\big (}{\mathcal {F}}_{1}\land \dots \land {\mathcal {F}}_{m}\Rightarrow {\mathcal {F}}_{m+1}{\big )}}
где {\displaystyle {\mathcal {F}}_{i}} — квазиатомарные формулы с переменными {\displaystyle x_{1},\dots x_{k}}. Квазимногообразие — класс алгебраических систем, задаваемый набором квазитождеств.

## Характеристические свойства
Всякое многообразие алгебраических систем является квазимногообразием вследствие того, что всякое тождество (из квазиатомарной формулы) {\displaystyle \forall x_{1},\dots ,x_{n}\,{\mathcal {F}}(x_{1},\dots x_{n})} можно заменить, например, равносильным ему квазитождеством {\displaystyle \forall x_{1},\dots ,x_{n}\,{\big (}x_{1}=x_{1}\Rightarrow {\mathcal {F}}(x_{1},\dots ,x_{n}){\big )}}.
Если квазимногообразие конечно аксиоматизируемо, то оно конечно определимо.
Единичная алгебраическая система для заданной сигнатуры {\displaystyle \langle F,R\rangle }, то есть система с носителем из одного элемента {\displaystyle e}, при которой {\displaystyle \forall (f\in F)f(e,\dots e_{i},\dots )=e} и {\displaystyle \forall (r\in R)(e,\dots e_{i},\dots )\in r}, является квазимногообразием (и, более того, многообразием). Наименьшее квазимногообразие заданной сигнатуры является многообразием, задаётся тождествами {\displaystyle \forall (x,y\in A)(x=y)} и {\displaystyle \forall (x_{1},\dots x_{k}\in A)(x_{1},\dots x_{k})\in r} и состоит из единственной единичной системы. Наибольшее квазимногообразие заднной сигнатуры также является многообразием — классом всех систем заданной сигнатуры, задаваемым тождеством {\displaystyle \forall (x)(x=x)}.
Всякое квазимногообразие включает произвольное фильтрованное произведение входящих в него систем.
Чтобы класс систем являлся квазимногообразием необходимо и достаточно, чтобы он был одновременно локально замкнут, мультипликативно замкнут (содержал любое декартово произведение своих систем) и содержал единичную систему. Локальная и мультипликативная замкнутость для этого признака могут быть эквивалентно заменены на замкнутость относительно фильтрованных произведений и наследственность[уточнить].

## История
Первым результатом применения квазитождеств в общей алгебре считается результат Анатолия Мальцева 1939 года, в котором построена бесконечная серия квазитождеств, характеризующая класс вложимых в группы полугрупп. В работе 1943 года Чена Маккинси связал с квазитождествами некоторые алгоритмические проблемы алгебры, а одним из результатов решения Робертом Дилуорсом в 1945 году задачи о существовании недистрибутивных решёток с единственным дополнением, стало доказательство факта, что квазимногообразия имеют свободные системы.
Теорема Новикова (1955) о неразрешимости проблемы равенства слов в группах фактически означает неразрешимость хорновой теории групп, то есть также может быть отнесена к результатам, относящимся к квазимногообразниям.
Становление теории квазимногообразий как самостоятельной ветви универсальной алгебры относится к работам Мальцева, Табаты и Фудзивары конца 1950-х — начала 1960-х годов. Доклад Мальцева на Международном конгрессе математиков 1966 года в Москве, в котором были сформулированы некоторые важные проблемы, относящиеся к квазимногообразиям, способствовал росту интереса математиков к этой ветви.
Особый всплеск интереса к теории квазимногообразий проявился в 1970-е годы, когда началось широкое применение хорновой логики в логическом программировании (прежде всего, в работах, связанных с языком программирования Пролог) и в теории баз данных.